# Norges Badminton Forbund
De Noorse Badmintonbond (lokaal: Norges Badminton Forbund) is de nationale badmintonbond van Noorwegen.
De huidige president van de Noorse bond is Trond Wåland, hij is de president van een bond met 5.500 leden, die verdeeld zijn over 120 verschillende badmintonclubs. De bond is sinds 1967 aangesloten bij de Europese Bond, hiermee een van de oprichters.